# Fagaceae
Fagaceae este o familie de arbori din ordinul Fagales, care cuprinde arbori precum fagul sau stejarul. Cuprinde aproximativ 600 de specii. Majoritatea sunt native din zona temperată a emisferei nordice.

## Specii din România
În flora României vegetează 15 specii ce aparțin la 3 genuri (Castanea, Fagus, Quercus):
- Castanea – Castan
  - Castanea dentata – Castan american
  - Castanea pumila – Castan pitic
  - Castanea sativa – Castan comestibil, Castan dulce

- Fagus – Fag 
  - Fagus orientalis – Fag oriental, Fag de Caucaz
  - Fagus sylvatica – Fag

- Quercus – Stejar, Gorun 
  - Quercus cerris – Cer, Ceroi
  - Quercus dalechampii – Gorun balcanic, Gorun auriu, Gorun Deleșamp
  - Quercus frainetto – Gârniță
  - Quercus pedunculiflora – Stejar brumăriu
  - Quercus petraea – Gorun
  - Quercus polycarpa – Gorun ardelean, Gorun transilvănean
  - Quercus pubescens – Stejar pufos, Stejărică
  - Quercus robur – Stejar, Tufan
  - Quercus rubra – Stejar roșu, Stejar roșu american
  - Quercus virgiliana – Stejar virgilian, Stejar pufos (var.), Stejar balcanic

## Specii din Republica Moldova
În flora Republica Moldova vegetează 16 specii ce aparțin la 3 genuri:
- Castanea
  - Castanea sativa = Castan
- Fagus
  - Fagus sylvatica = Fag european
- Quercus
  - Quercus borealis = Stejar roșu
  - Quercus castaneifolia = Stejar castanifoliu
  - Quercus cerris = Cer
  - Quercus imbricaria = Stejar imbricat
  - Quercus macranthera =  Stejar caucazian, Stejar persan
  - Quercus macrocarpa = Stejar macrocarp
  - Quercus palustris = Stejar de baltă
  - Quercus pedunculiflora = Stejar brumăriu
  - Quercus petraea = Gorun
  - Quercus petraea spp. dalechampii = Gorun de Dalmația
  - Quercus polycarpa = Stejar policarp
  - Quercus pubescens = Stejar pufos
  - Quercus robur = Stejar pedunculat
  - Quercus rubra = Stejar roșu american